# Antas de Monte da Ordem
Les Antas de Monte da Ordem, ou Antas da Herdade da Ordem, sont un groupe de huit dolmens situé dans la freguesia de Maranhão (pt), sur le territoire de la municipalité d'Aviz (district de Portalegre, Portugal).  
Le mot anta est l'équivalent portugais d'« ante » (pilier terminal d'un temple grec ou romain), mais il est aussi employé pour désigner les pierres d'un dolmen ou le dolmen lui-même. Environ 5 000 structures mégalithiques de ce type ont été construites au Néolithique dans l'ouest de la péninsule Ibérique par les successeurs de la culture de la céramique cardiale ou Cardial.
L'Anta I est classé monument national depuis 1910 .

## Historique
Ces monuments mégalithiques, datant du néo-chalcolithique, ont été fouillés à la fin du XIXe siècle par M. Matos Silva et Leite de Vasconcelos. Très proches les uns des autres, ils sont situés sur la même propriété privée dont l'accès est libre. 
Le plus important et le mieux préservé de tous est l'Anta I. Il possède une chambre funéraire de plan circulaire de 3,80 m de diamètre. Elle est composée de 7 orthostates et sa dalle de recouvrement est en place. L'allée couverte, mesure environ 7 m de long,  avec une largeur maximale de 1,41 m et minimale de 0,43 m. Elle comporte 16 piliers (8 de chaque côté du couloir) et une couverture. Une grande partie du tertre ou tumulus est encore visible. L'un des piliers de la chambre est brisé et 5 dalles de couverture du couloir sont déplacées sur le tertre.

### Découvertes archéologiques
Des haches en pierre, des pointes de flèches, des perles ainsi que des vases à bosses et non décorés sont conservés au Musée national d'Archéologie de Lisbonne.

## Galerie

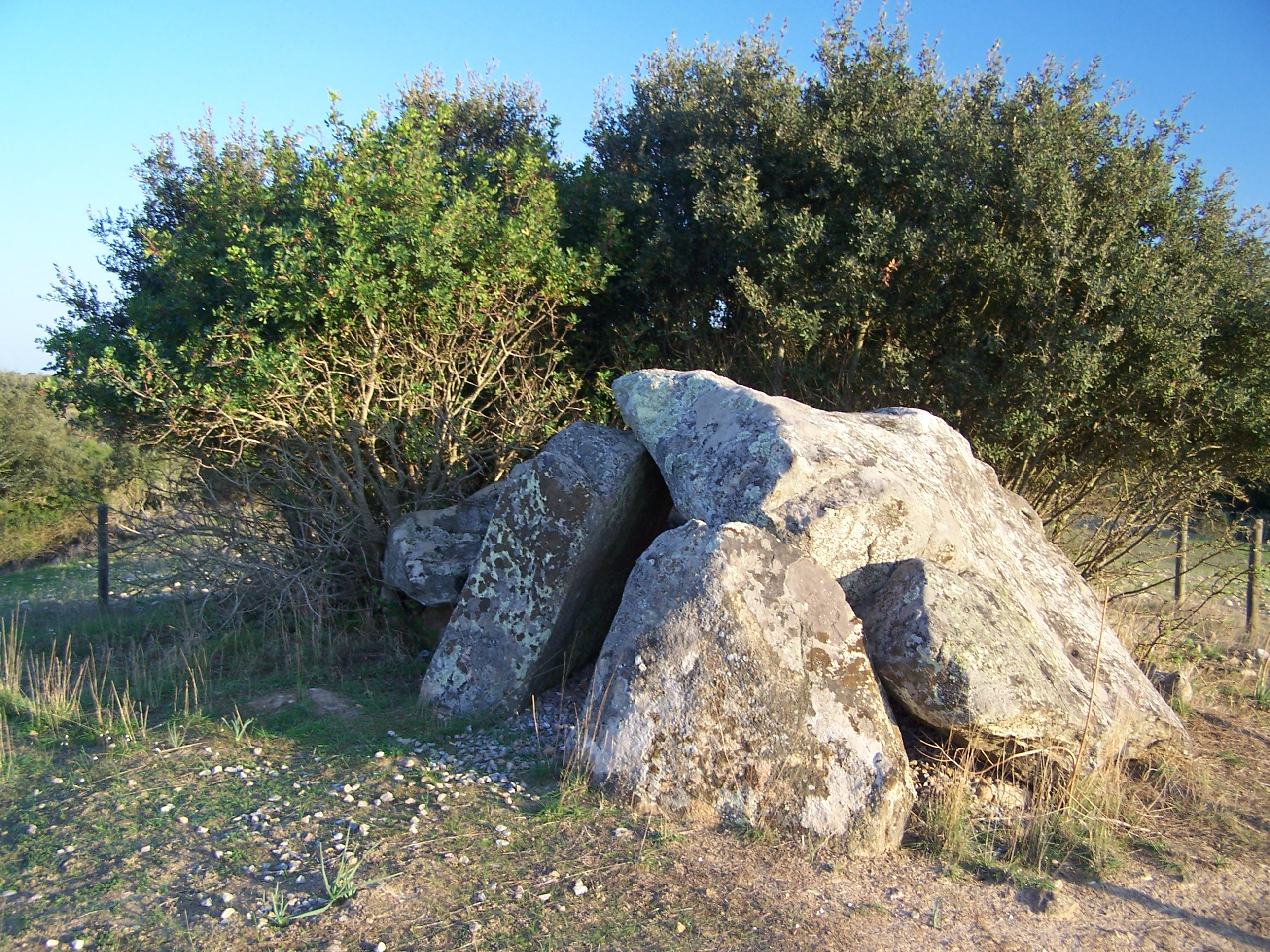
Anta II
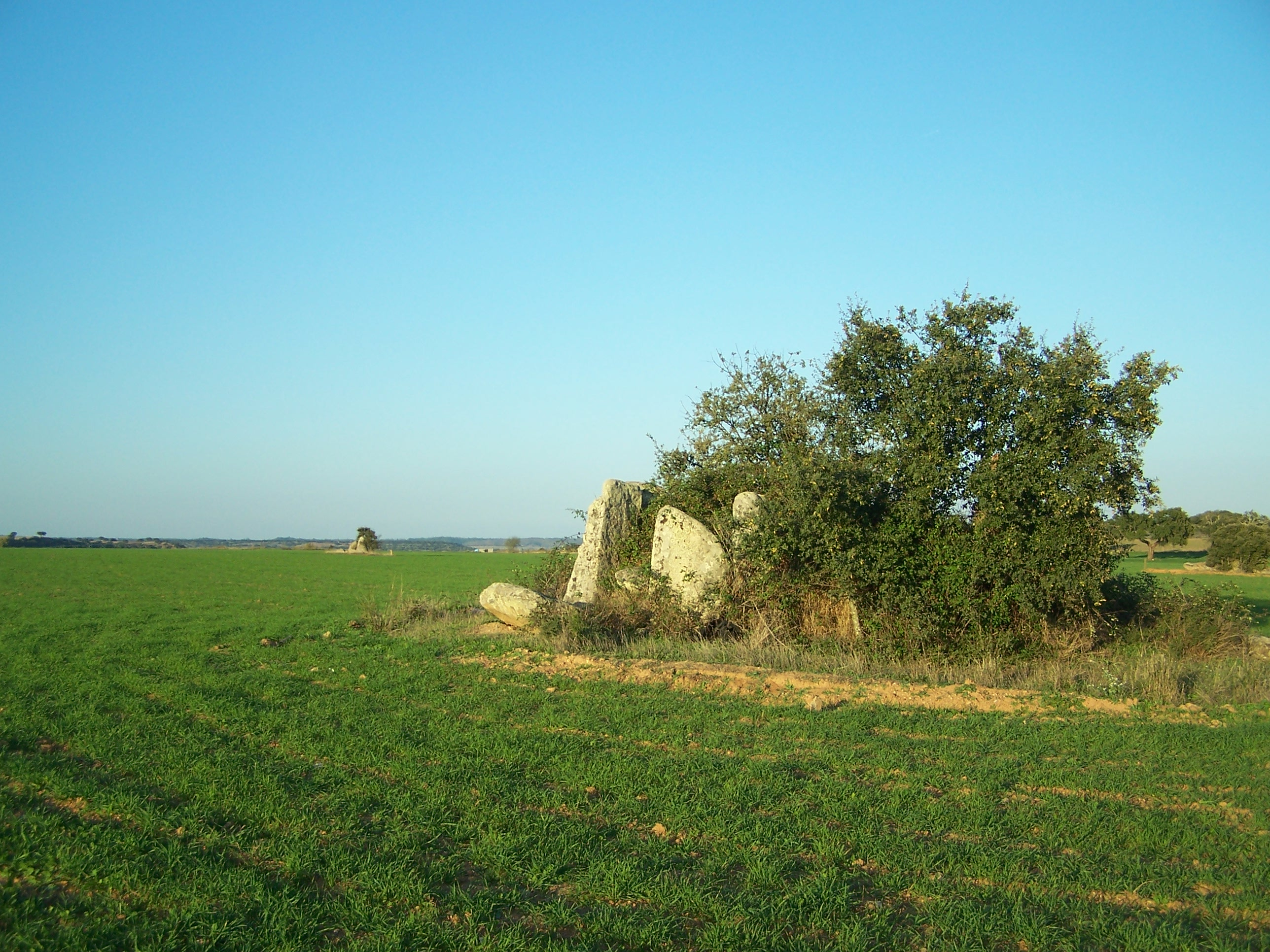
Anta III